# Bayside (Teksas)
Bayside je gradić u američkoj saveznoj državi Teksas. Prema popisu stanovništva iz 2010. u njemu je živjelo 325 stanovnika.